# Eremoleon cerverai
Eremoleon cerverai är en insektsart som först beskrevs av Navás 1921.  Eremoleon cerverai ingår i släktet Eremoleon och familjen myrlejonsländor. Inga underarter finns listade i Catalogue of Life.